# سانگنو
سانگنو (کره‌ای: 상루; هانجا: 尙婁؛ درگذشت ۲۹۴) نخست‌وزیر امپراتوری گوگوریو در زمان پادشاهی، پادشاه سوچون و پسر نخست وزیر پیشین اومو بود.

## پیش‌زمینه
سانگنو مانند پدرش از قبیله بیریو گوگوریو بود. نام‌خانوادگی و اصل و نسب او نیز مشخص نیست، اما مشخص است که او و پدرش قدرت قابل توجهی بر اشراف داشتند. سانگنو نخستین نخست‌وزیری بود که مقام نخست‌وزیری را از پدرش به ارث برد.

## زندگی
در این شکل بسیار کم ذکر شده است. این عدم ذکر در سوابق تاریخی ممکن است نشان دهنده این باشد که نخست‌وزیر سانگنو یک مقام عالی دولتی یا فردی بی‌کفایت بود. این را نمی توان شناخت. سانگنو درسال ۲۹۴ میلادی در سومین سال سلطنت پادشاه بونگسانگ درگذشت و چانگ جوری جانشین او شد.

## جستار‌های وابسته
- سه پادشاهی کره
- گوگوریو

| پیشین: اومو | نخست‌وزیر گوگوریو ۲۷۱ ~ ۲۹۴ میلادی | پسین: چانگ جوری |